# Les Chapeaux noirs (album)
Les Chapeaux noirs (ou Les Chapeaux noirs et 3 autres aventures de Spirou et Fantasio) est un album de bande dessinée, le troisième de la série Les aventures de Spirou et Fantasio. Il contient plusieurs aventures réalisées par Franquin et Jijé au cours des années précédentes.

## Synopsis

### Les Chapeaux noirs
par Franquin (1950)

Spirou et Fantasio ont pour mission de se rendre au Far West et de vérifier si des cow-boys existent encore. Sur place, c'est la consternation... Ceux-ci ont laissé place à la civilisation du béton et de l'essence. Cependant un homme les accoste et les fait conduire à Tombstone, une ville où les cow-boys existent encore. Le shérif les nomme ses adjoints, à leur grand désarroi, mais ils parviennent à neutraliser tous les bandits qu'il les envoie arrêter. Lorsqu'ils décident de partir, le shérif refuse, mais Spirou et Fantasio partent tout de même. Ils sont finalement coincés dans un canyon par le shérif, mais l'homme qui les avait envoyés à Tombstone intervient et leur apprend que tout ceci n'était qu'un décor de film...

#### Historique
Cette histoire est dessinée après le retour de Franquin de son voyage aux États-Unis avec Jijé et Morris. Il s'inspire de ses souvenirs pour dessiner décors et accessoires notamment du restaurant "luncheon".

### Comme une mouche au plafond
par Jijé (1949)

Spirou est confronté à son étrange voisin, Abdaka Abraka, capable de faire léviter les gens. Il finit par le fuir, mais le magicien utilise ses pouvoirs pour cambrioler des banques. N'y tenant plus, Spirou et Fantasio interviennent et réussissent à lui faire croire que son don ne fonctionne plus, ce qui le rend fou. Il est envoyé à l'asile avec le professeur Samovar.

### Spirou et les hommes-grenouilles
par Jijé (1951)

Fantasio a acheté un navire et tient une petite entreprise de tourisme. Il invite Spirou mais le soir même, son navire est coulé par des bandits. En cherchant un abri, ils rencontrent l'homme que les bandits recherchent. Ce dernier cherche à prouver son innocence en trouvant la preuve restée dans l'épave de son navire. Spirou et Fantasio décident de l'aider et capturent les bandits, tandis que l'homme trouve la preuve recherchée.
Cette histoire est réalisée par Jijé, qui remplace Franquin, touché par le décès de sa mère. L'action se déroule dans les calanques de Cassis, à proximité desquelles Jijé résidait à l'époque.

### Mystère à la frontière
par Franquin (1950)

Des trafiquants font passer une drogue, l'hicoïne, à travers la frontière. Spirou et Fantasio, en reportage, découvrent le moyen utilisé. Après quelques déboires, l'inspecteur Coutsan, chargé de l'affaire, les croit. Les bandits tentent de fuir, mais Spirou et Fantasio réussissent, après avoir provoqué un accident, à les capturer.

## Personnages
- Spirou
- Fantasio
- Spip
- Le shérif de Tombstone (première apparition)
- Jack le géant (première apparition)
- Abdaka Abraka (première apparition)
- Le professeur Samovar
- Le fugitif (première apparition)
- L'inspecteur Coutsan (première apparition)

## Publications
- Les planches des Chapeaux noirs furent publiées pour la première fois dans le journal de Spirou du no 617 (paru le 9 février 1950) au no 635[4] (paru le 15 juin 1950). La première édition des Chapeaux noirs fut publiée aux Éditions Dupuis en 1952 (dépôt légal 1/1952[5]). On retrouve cette histoire dans Les Débuts d'un dessinateur, le tome 1 de la série Les intégrales Dupuis - Spirou et Fantasio (Dupuis - 2006).
- Comme une mouche au plafond, publié pour la première fois dans le journal de Spirou du no 575 au no 588.
- Spirou et les hommes-grenouilles, publié pour la première fois dans le journal de Spirou du no 686 au no 692.
- Mystère à la frontière, publié pour la première fois dans le journal de Spirou du no 636 au no 652.

## Traductions
- Anglais (Inde) : The Black Hats and Three Other Adventures (2007), Euro Books.
- Portugais : Os chapéus negros (1981), Editora Publica.
- Suédois : De Svarta hattarna, Carlsen Comics